# 8 Dywizja Lotnictwa Szturmowego
8 Dywizja Lotnictwa Szturmowego (8 DLSz) – związek taktyczny lotnictwa szturmowego ludowego Wojska Polskiego.

## Formowanie i zmiany organizacyjne
Dywizja powstała w ramach sześcioletniego planu rozbudowy lotnictwa. Na podstawie rozkazu ministra obrony narodowej nr 037/Org. z 28 kwietnia 1950 roku, 15 listopada 1950 w Warszawie przemianowano dowództwo dywizji szturmowej istniejące w etacie Dowództwa Wojsk Lotniczych. Etat nr 6/97 dowództwa dywizji przewidywał 79 żołnierzy zawodowych i 4 kontraktowych.
Rozkaz ministra obrony narodowej nr 0096/Org. z 11 grudnia 1951 roku wprowadził nowy skład dywizji.
Zarządzeniem szefa Sztabu Generalnego nr 0058/Org. z 5 czerwca 1953 roku dowództwo dywizji zostało przebazowane do Bydgoszczy, a dywizja weszła w podporządkowanie 3 Korpusu Lotnictwa Mieszanego. Po rozformowaniu korpusu 8 DLSz weszła w skład Lotnictwa Operacyjnego.
Na podstawie zarządzenia szefa Sztabu Generalnego nr 094/Org. z 1 lipca 1963 roku 8 Dywizja Lotnictwa Szturmowego została rozwiązana.

## Struktura organizacyjna
W skład 8 DLSz  miały wchodzić następujące jednostki: 
- 4 pułk lotnictwa szturmowego „Kraków”
- 5 pułk lotnictwa szturmowego
- 6 pułk lotnictwa szturmowego

Po korektach w 1952 roku struktura była następująca:
- 4 pułk lotnictwa szturmowego „Kraków”
- 46 pułk lotnictwa szturmowego
- 48 pułk lotnictwa szturmowego
- 87 kompania łączności
- 49 Ruchome Warsztaty Remontu Lotnictwa

Wobec zaniechania formowania 46 pułku lotnictwa szturmowego, w jego miejsce ponownie wszedł 5 pułk lotnictwa szturmowego

## Dowódcy dywizji
- płk pil. Stiepan Markowcew (1950 -1952)
- ppłk pil. Jan Raczkowski (1952 -1955)
- płk pil. Józef Jacewicz (1956 -1963)